# Corrupção na Guiné-Bissau
Corrupção na Guiné-Bissau ocorre entre os níveis mais altos do mundo. No Índice de Percepção da Corrupção de 2024 da Transparência Internacional, a Guiné-Bissau obteve uma pontuação de 21 em uma escala de 0 ("altamente corrupto") a 100 ("muito limpo"). Quando classificada por pontuação, a Guiné-Bissau ficou na 158ª posição entre os 180 países do Índice, onde o país classificado em primeiro lugar é percebido como tendo o setor público mais honesto. De 2019 a 2023, a pontuação da Guiné-Bissau melhorou ou permaneceu estável todos os anos desde seu ponto mais baixo em 2018, quando obteve 16 pontos, mas a pontuação de 2024 representou uma queda de um ponto em relação a 2023. Para comparação com pontuações regionais, a média entre os países da África Subsaariana  foi de 33. A maior pontuação na África Subsaariana foi 72 e a menor foi 8. Para comparação com as pontuações mundiais, a melhor pontuação foi 90 (1º lugar), a média foi 43 e a pior foi 8 (180º lugar). Em 2013, a Guiné-Bissau obteve uma pontuação abaixo das médias da África e da África Ocidental no Índice de Governança Africana da Fundação Mo Ibrahim.
A The Heritage Foundation declarou que a corrupção é característica do governo e da economia da Guiné-Bissau. A má gestão governamental no país, segundo o relatório da Transparência Internacional de 2014, criou "um ambiente propício à corrupção em grande escala". Há uma cultura de impunidade, e os cidadãos não têm direito de acesso à informação.
Grande parte da corrupção na Guiné-Bissau está relacionada ao fato de o país ser um centro do tráfico internacional de drogas. "Pobreza extrema, colapso do Estado, falta de recursos e corrupção endêmica", afirma uma fonte, "transformaram a Guiné-Bissau em um paraíso para os narcotraficantes colombianos".

## Contexto

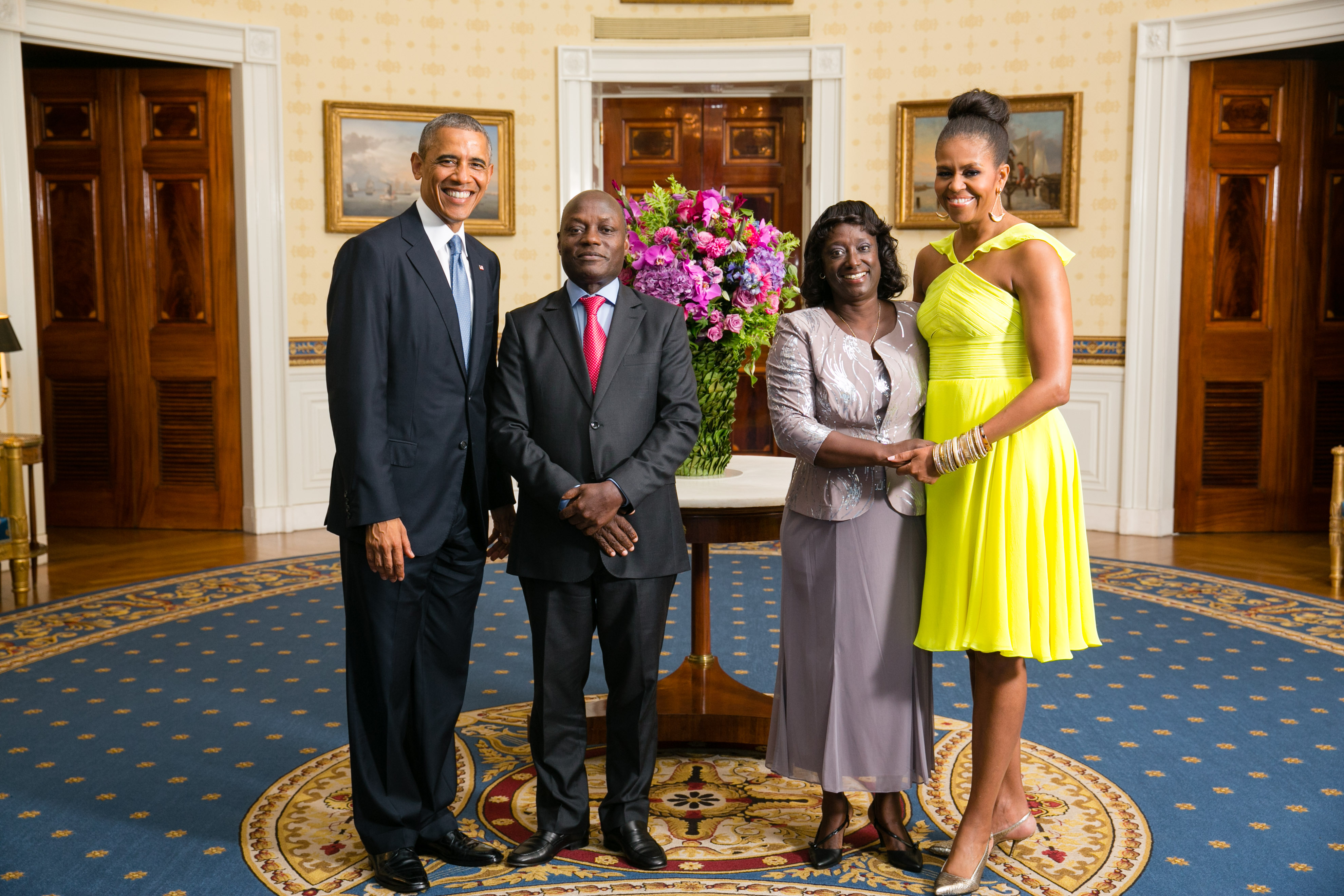
O presidente dos Estados Unidos, Barack Obama, e a primeira-dama com o presidente José Mário Vaz

Um relatório da Transparência Internacional sobre a Guiné-Bissau aponta a instabilidade sistêmica e a má gestão do governo, evidenciadas pelo fato de que nenhum de seus presidentes completou um mandato inteiro no cargo.
Ex-colônia portuguesa e considerada "um dos Estados mais frágeis da África", a nação conquistou sua independência em 1974 e, desde então, passou por vários golpes de Estado.
Nos últimos tempos, o baixo crescimento econômico dificultou que autoridades governamentais mantivessem redes de clientelismo e recompensassem aliados, o que alimentou o surgimento de outras formas de enriquecimento ilícito, especialmente o tráfico de drogas e de armas. Essas redes de tráfico transformaram o país em um centro de comércio ilegal.
Houve alguma melhora no combate à corrupção entre 2008 e 2011. Em 2012, no entanto, o governo foi derrubado por um golpe militar, o que interrompeu os esforços de combate à corrupção e outras reformas. Em 2014, os eleitores elegeram José Mário Vaz para a presidência.

## Tráfico de drogas
O país tem sido um centro de tráfico de drogas desde o início do século XXI, com muitos de seus líderes políticos e militares profundamente envolvidos no comércio de entorpecentes. Drogas ilegais provenientes da América Latina chegam à Europa passando pela Guiné-Bissau, que é considerada pelo Escritório das Nações Unidas sobre Drogas e Crime (UNODC) o único "narcoestado" do mundo. Em 2007, cartéis colombianos de drogas vinham utilizando a Guiné-Bissau como ponto de trânsito para o tráfico europeu havia pelo menos três anos. Naquela época, de acordo com a DEA dos Estados Unidos, entre 800 e 1000 kg de cocaína eram transportados por via aérea, todas as noites, para a Guiné-Bissau, com uma quantidade adicional chegando por via marítima.
Os barões latino-americanos da cocaína, conforme explicou a revista Der Spiegel, procuram países corruptos e com localização geográfica conveniente, ideais para o tráfico de drogas. As autoridades da Guiné-Bissau que tentam combater o tráfico carecem dos equipamentos mais básicos, como veículos e rádios, e frequentemente não têm nem mesmo combustível suficiente. O país não possui uma força de ordem capaz ou disposta a agir, o que o torna um centro ideal para o narcotráfico. Também possui fronteiras pouco fiscalizadas, pistas de pouso sem monitoramento e um governo civil frágil. Além disso, praticamente nunca extradita ninguém, como mostra o caso do assassino e sequestrador George Wright, que após ser condenado nos Estados Unidos trabalhou por anos como técnico de basquete na Guiné-Bissau.

## Governo
As operações fiscais do governo são caracterizadas por falta de transparência, previsibilidade, controle orçamentário, conluio entre o governo e funcionários-chave, e ausência de controles externos sobre os gastos públicos. Altos funcionários do país acumularam "riqueza e influência sem precedentes" e desfrutam de um alto grau de impunidade.
A corrupção política consiste, em grande parte, no envolvimento com o tráfico de drogas. Esse envolvimento, segundo a Transparência Internacional, reformulou os sistemas de clientelismo na Guiné-Bissau, reduzindo, em última instância, o papel do Estado nos esquemas de corrupção e enfraquecendo o governo como um todo.

### Presidente
Segundo a constituição, o Presidente possui poderes extremamente amplos, incluindo autoridade legislativa e a capacidade de nomear juízes. Isso facilita o abuso de poder e o acúmulo de riqueza às custas do povo. Críticos argumentam que o poder do presidente deveria ser limitado de maneiras específicas, enquanto os poderes do primeiro-ministro, do parlamento, do procurador-geral e do judiciário deveriam ser fortalecidos e reforçados. Também há apelos por um serviço público baseado no mérito.

### Militares, polícia e forças de segurança
Os setores de segurança e aplicação da lei da Guiné-Bissau são vulneráveis à corrupção e à interferência de políticos. As escalas salariais inadequadas para membros da polícia e dos serviços prisionais os tornam mais suscetíveis à corrupção. A criminalidade e a brutalidade entre as forças de segurança bissau-guineenses são bem documentadas, assim como os casos de altos funcionários que ignoram a autoridade policial ao libertar prisioneiros e confiscar cocaína. Uma situação jurisdicional pouco clara resulta em conflitos institucionais, especialmente no que diz respeito às investigações criminais.
Membros da polícia, das forças de segurança e dos militares estão envolvidos em auxiliar e encobrir o tráfico de drogas. Por exemplo, os militares estão envolvidos no aluguel de bases aéreas e navais para traficantes, que também alugaram ilhas para criar empresas de fachada e camuflar o movimento de aviões. Além disso, o tráfico de drogas ajudou a alimentar uma cultura de intimidação e violência dentro das forças armadas.

### Judiciário
O judiciário carece de recursos e treinamento adequados e também de independência. Não processa acusações de corrupção. Ninguém no país jamais foi processado ou condenado por lavagem de dinheiro. O público, em geral, desconfia do sistema judiciário nacional devido aos altos custos para se buscar justiça e à falta de ética, o que leva as pessoas a resolverem disputas fora do sistema legal.
A corrupção judicial é um desestímulo aos negócios, segundo cerca de um quarto das empresas que responderam à Pesquisa de Empresas de 2006 do Banco Mundial. Um relatório da Amnistia Internacional de 2001 sugeriu que a demissão de vários juízes e escrivães da Suprema Corte esteve relacionada a decisões judiciais que desagradaram o governo.

## Impacto nos negócios
Em uma pesquisa do Banco Mundial realizada em 2006, 44% das empresas afirmaram que a corrupção era um grande obstáculo aos negócios. Em 2008, 27,6% das empresas na Guiné-Bissau relataram ter sido solicitadas a pagar propina pelo menos uma vez; na África como um todo, o índice foi de 22,3%, e no mundo inteiro, de 17,4%. No mesmo ano, 48,9% das empresas na Guiné-Bissau afirmaram ter oferecido “presentes” para conquistar contratos governamentais, em comparação com 31,1% das empresas na África em geral. Quase dois terços das empresas no país disseram que esperava-se delas o pagamento de propinas a funcionários públicos para alcançar determinados objetivos. Para os fabricantes que operam na Guiné-Bissau, as propinas podiam representar até 4,4% dos custos.

## Esforços anticorrupção
A Guiné-Bissau possui poucas instituições ou leis destinadas ao combate à corrupção. Assim como outros países da África lusófona, carece de um código de ética formal, tem um número insuficiente de auditores externos e possui um controle de qualidade fraco.
O Comitê Contra a Corrupção, criado em 1995, foi concebido para enfrentar e prevenir atos de corrupção no governo e em outras esferas. O Tribunal de Contas, principal instituição de auditoria, foi instituído em 2006 para auditar as contas e o orçamento do Ministério das Finanças. A Guiné-Bissau ratificou diversas convenções das Nações Unidas contra a corrupção, bem como a Convenção da União Africana sobre Corrupção. Em 2008, foi constatado que a Guiné-Bissau não estava em conformidade com 34 dos 49 estatutos do Grupo de Ação Financeira Internacional (GAFI), que tratam de temas como diligência devida e criminalização do financiamento ao terrorismo.
Em 2009, o país reformou seu sistema de compras públicas em conformidade com as diretrizes da União Econômica e Monetária da África Ocidental. Essa reforma envolveu o estabelecimento de um novo órgão regulador, a formação de um departamento de compras públicas, a criação de uma unidade de auditoria para avaliar as transações da unidade central de compras, e a introdução de uma nova infraestrutura de compras.
Um novo sistema de gestão de despesas públicas, instituído em ou pouco antes de 2010, ajudou a controlar os gastos do governo, exigindo que cada órgão governamental apresentasse um orçamento anual e relatórios de progresso ao parlamento. Em 2011, o país planejava um conjunto abrangente de reformas anticorrupção. No entanto, após o golpe militar de 2012, os esforços de reforma foram interrompidos.
Algumas prisões relacionadas ao tráfico de drogas foram feitas, incluindo de oficiais militares, mas os réus não foram processados com sucesso. Em março de 2012, o então Procurador-Geral anunciou que as investigações sobre os assassinatos do Presidente João Vieira e do Comandante das forças armadas, General Tagme Na Waie, haviam sido interrompidas devido à dificuldade de obtenção de provas.
Em agosto de 2015, o Presidente José Mário Vaz demitiu o Primeiro-Ministro Domingos Pereira e os membros de seu gabinete, acusando-os de corrupção, nepotismo e obstrução da justiça. A ONU e o GIABA ajudaram a estabelecer a Unidade de Inteligência Financeira da Guiné-Bissau, mas seus recursos são limitados demais para que possa exercer suas funções adequadamente.

### Ações dos Estados Unidos
Em abril de 2013, os Estados Unidos prenderam o chefe da marinha da Guiné-Bissau em águas internacionais sob acusações de tráfico de drogas. Ele recebia comissões de 1 milhão de dólares por tonelada para facilitar o envio de drogas ilícitas para os Estados Unidos e a Europa.
No mesmo ano, um grande júri dos Estados Unidos acusou o chefe das forças armadas da Guiné-Bissau de traficar cocaína e armas.